# Andrzej Wiśniewski (fizyk)
Andrzej Wiśniewski (ur. 27 listopada 1955 w Warszawie) – polski fizyk, profesor nauk fizycznych ze specjalnością fizyka magnetyków, profesor nadzwyczajny w Instytucie Fizyki PAN, działacz opozycji demokratycznej w PRL.

## Życiorys
Syn Stefana i Heleny. W 1974 został absolwentem III Liceum Ogólnokształcącego im. gen. Józefa Sowińskiego w Warszawie. W 1979 roku ukończył studia na Wydziale Fizyki Uniwersytetu Warszawskiego. W latach 1979-1984 był asystentem i starszym asystentem w Instytucie Chemii i Techniki Jądrowej na Żeraniu. W latach 1984-1987 pracował dorywczo w Katedrze Fizyki Filii Uniwersytetu Warszawskiego w Białymstoku. Następnie w 1987 roku został zatrudniony w Instytucie Fizyki Polskiej Akademii Nauk. W 1991 roku obronił doktorat z fizyki w IF PAN (rozprawa doktorska Dynamika sieci spinowej w ferromagnetycznych stopach żelaza o strukturze DO3), w 2003 roku uzyskał stopień doktora habilitowanego w IF PAN, a w 2011 roku prezydent Bronisław Komorowski nadał mu tytuł profesora nauk fizycznych. W latach 2004-2018 pełnił funkcję kierownika Oddziału Fizyki Magnetyzmu w Instytucie Fizyki PAN. Od 2015 roku jest kierownikiem Zespołu Wzrostu Kryształów Tlenkowych w tymże instytucie. Autor wielu publikacji naukowych i popularnonaukowych z zakresu fizyki. Od 2007 roku członek Polskiego Towarzystwa Fizycznego. 
W 2012 roku został wiceprzewodniczącym komitetu organizacyjnego konferencji poświęconej badaniom katastrofy polskiego Tu-154 w Smoleńsku metodami nauk ścisłych. Został członkiem komitetu naukowego II i III edycji tej konferencji z lat 2013, 2014. 

### Działalność opozycyjna
W latach 1975-1976 zbierał podpisy pod listem przeciw zmianom w konstytucji PRL. W latach 1976-1978 był współpracownikiem KOR, a następnie Komitetu Samoobrony Społecznej „KOR”. Zajmował się zbieraniem składek oraz kolportażem Biuletynu Informacyjnego KSS „KOR” i książek wydawnictwa NOWA. W latach 1977-1978 uczestniczył w wykładach Uniwersytetu Latającego.
We wrześniu 1980 został członkiem Komitetu Założycielskiego NSZZ Pracowników Nauki, Techniki i Oświaty oraz delegatem na zjazd. Od października 1980 członek NSZZ „Solidarność”. W latach 1980-1981 członek Komisji Rewizyjnej KZ. Był poszukiwany listem gończym za działalność opozycyjną. W styczniu 1982 został aresztowany i był przetrzymywany w Areszcie Śledczym w Warszawie-Białołęce. Został skazany w trybie doraźnym na 2 lata pozbawienia wolności w zawieszeniu na 5 lat. Od 14 maja 1982 do końca czerwca 1982 był internowany w Ośrodku Odosobnienia w Warszawie-Białołęce. Następnie od 1982 do 1986 był współpracownikiem Regionalnej Komisji Wykonawczej NSZZ „Solidarność” na Mazowsze, gdzie ochraniał Wiktora Kulerskiego. Zajmował się kolportażem wydawnictw podziemnych m.in. prowadził punkt kolportażu dla Wrocławia.
Był rozpracowywany przez Służbę Bezpieczeństwa z Wydziału III Komendy Stołecznej Milicji Obywatelskiej w sprawach o kryptonimie „Pomocnik” i „Atom”.

## Życie prywatne
Jest żonaty z Elżbietą. Ma dwie córki i syna. Jego bratem jest inżynier, prof. Tomasz Wiśniewski.

## Ordery i odznaczenia
- Krzyż Oficerski Orderu Odrodzenia Polski (2014)[3]
- Krzyż Kawalerski Orderu Odrodzenia Polski (2013)[3]

## Wybrane publikacje
- Magnetyzm i nadprzewodnictwo, H. Szymczak, A. Szewczyk, R. Puźniak, A. Wiśniewski, Warszawa: Wydawnictwo Naukowe PWN 2012[8]. ISBN 978-83-01-17176-6